# Sex-Träume-Report
Sex-Träume-Report (Alternativtitel: Verkehr muß sein) ist ein deutscher Film des Regisseurs Walter Boos aus dem Jahr 1973. Er ist ein Vorläufer der erfolgreicheren Filmreihe Schulmädchen-Report (siehe Report-Film), von diesem drehte Regisseur Boos später die Teile 5, 9, 10, 12 und 13.

## Handlung
Der Psychologe Heinz Kahlbaum und seine Assistentin Gisela beschäftigen sich mit den Träumen ihrer Mitmenschen und analysieren die erotischen und sexuellen Erfahrungen der Testpersonen. Kahlbaum befragt Mädchen, Frauen und Männer auf den Straßen einer Großstadt über ihre Sex-Träume.

## Kritik
„Ein Diplom-Psychologe und seine Assistentin befragen Passanten über ihre sexuellen Träume. Fünf erteilen bereitwillig Auskunft, was dem ärmlichen Fließbandfilm in ebenso vielen Episoden die Möglichkeit gibt, Sex bis zum Überdruß zu zelebrieren.“